# KakaoTalk
KakaoTalk (кор.: хангиль: 카카오톡), зазвичай відомий як KaTalk (카톡) — південнокорейський месенджер та платформа онлайн-сервісів, якою керує Kakao Corporation. Запущений у 2010 році, додаток доступний на мобільних пристроях і персональних комп’ютерах.
KakaoTalk — найпопулярніший додаток для миттєвих повідомлень у Південній Кореї, з моменту дебюту в березні 2010 року сервіс захопив близько 90 відсотків місцевого ринку. Спочатку призначений для обміну повідомленнями, він розвинувся у супер-додаток, що надає мобільні платежі, банкінг, виклик таксі, ігри та інші сервіси.

## Історія
Kakao почався з KakaoTalk, програми миттєвих повідомлень у березні 2010 року, а згодом створив соціальну мережу, інтегровану з месенджером.
Наступним кроком Kakao в мобільному ігровому ринку Південної Кореї стало створення Kakaogames, що дозволило користувачам підключатися та грати з офлайн-друзями через мережу Kakao.
Відтоді Kakao продовжує розширювати платформу, надаючи магазин подарунків Kakao gift. KakaoTalk був номінований на премію «Найінноваційніший мобільний додаток» на Global Mobile Awards 2014.
Kakao Pay — це мобільний платіжний сервіс і цифровий гаманець від Kakao, що дозволяє користувачам здійснювати мобільні платежі та онлайн-транзакції. Сервіс запущено 4 вересня 2014 року з інтеграцією в KakaoTalk, що дозволяє запитувати та надсилати гроші контактам.
Kakao вживає заходів для підвищення безпеки платформи. У грудні 2020 року було впроваджено Safebot — функцію фільтрації коментарів на основі штучного інтелекту.
Компанія також запровадила функцію рекомендацій на основі штучного інтелекту для розділу подарунків, щоб полегшити пошук і вибір подарунків користувачами.

## Сервіс

### Безкоштовні дзвінки та повідомлення
KakaoTalk надає безкоштовні дзвінки та повідомлення. Як і більшість месенджерів, користувач може обмінюватися фотографіями, відео, голосовими повідомленнями, розташуванням, посиланнями на веб-сторінки та контактною інформацією. Користувачі можуть створювати особисті розмови або групові чати без обмеження кількості учасників. Додаток також синхронізує список контактів для пошуку друзів, які користуються сервісом.

### Пошук друзів за KakaoTalk ID
Додаток автоматично синхронізує контакти смартфона з контактами в додатку для пошуку друзів, що користуються KakaoTalk. Користувачі також можуть шукати друзів за KakaoTalk ID без необхідності знати їхні номери телефонів. Крім того, можна експортувати та зберігати повідомлення.

### Плюс друг (Plus Friend)
KakaoTalk починався як месенджер, але перетворився на платформу для розповсюдження стороннього контенту та додатків, включно зі сотнями ігор, які користувачі можуть завантажувати і грати разом. Через функцію «Плюс друг» користувачі можуть стежити за брендами, ЗМІ та знаменитостями, отримуючи ексклюзивні повідомлення, купони та іншу інформацію в реальному часі в чатах. Через платформу «Подарунки» можна також купувати реальні товари.

### Kakao Pay
Kakao Pay — це мобільний платіжний сервіс і цифровий гаманець від Kakao у Південній Кореї, що дозволяє користувачам здійснювати мобільні платежі та онлайн-транзакції. Сервіс було запущено 4 вересня 2014 року з інтеграцією в KakaoTalk, що дозволяє надсилати гроші контактам. Після запуску Kakao розширився у фінансових послугах, запустивши власний онлайн-банк KakaoBank і дебетову картку. У квітні 2017 року було створено KakaoPay Co., Ltd. для управління платіжними сервісами.

### Emoticon Plus
13 січня 2021 року KakaoTalk запустив послугу підписки на емодзі «Emoticon Plus». Ця послуга дозволяє необмежено використовувати вибрану колекцію емодзі за ₩6,900 на місяць. Після підписки через «KakaoTalk Wallet» користувачі купують Emoticon Plus через платформу гаманця, а не через внутрішньо-додаткові платежі.

## Бізнес-модель компанії
KakaoTalk, безкоштовний мобільний месенджер для смартфонів, показав перший прибуток у $42 мільйони у 2012 році та дохід у $200 мільйонів у 2013 році. 93% населення Південної Кореї користуються KakaoTalk, а компанія пропонує широкий спектр послуг, включно з іграми та роздрібною торгівлею.

### API KakaoTalk
KakaoTalk зробив свій API доступним для розробників, що дозволяє створювати додатки та сервіси, інтегровані з KakaoTalk.

## Критика
З 2013 року KakaoTalk потрапляв під критику щодо конфіденційності даних користувачів, зокрема у зв’язку з можливістю доступу до даних уряду Південної Кореї. У 2014 році під тиском уряду компанія почала зберігати резервні копії повідомлень на серверах, що викликало занепокоєння серед активістів.